# Даніловце
Даніловце (пол. Daniłowce) — село в Польщі, у гміні Ґіби Сейненського повіту Підляського воєводства.
Населення — 94 особи (2011).
У 1975-1998 роках село належало до Сувальського воєводства.

## Демографія
Демографічна структура станом на 31 березня 2011 року:
|          | Загалом | Допрацездатний вік | Працездатний вік | Постпрацездатний вік |
| -------- | ------- | ------------------ | ---------------- | -------------------- |
| Чоловіки | 48      | 6                  | 34               | 8                    |
| Жінки    | 46      | 12                 | 25               | 9                    |
| Разом    | 94      | 18                 | 59               | 17                   |